# Мілі-Маунтинс (національний парк)
Національна паркова резервація Мілі-Маунтинс (англ. Mealy Mountains National Park Reserve) - національний парк Канади, розташований на північному сході материкової частини канадської провінції Ньюфаундленд і Лабрадор (Лабрадор). Створено 31 липня 2015 і займає площу близько 10 700 км² Разом з горами Мілі, парк буде захищати більшу частину бореальних лісів, тундру в 50 км від берегової лінії моря Лабрадор.. Підписані угоди з представниками Перших націй, в тому числі інуїтів, Інну і НунатуКавут дозволить їм продовжувати полювати і рибалити в охоронюваній зоні.

## Фізико-географічна характеристика
Мілі - гори заввишки до 1100 метрів, покриті льодовиками або тундровою рослинністю, які дали назву місцевості. Біля підніжжя гір розташоване озеро Мелвілл. На схід гір тундра змінюється на лісовій ландшафт, який у свою чергу зменшується в міру наближення до холодних вод Лабрадорського моря. На узбережжі знаходиться піщаний пляж протяжністю 50 км, який носить назву Wunderstrand. Пляж згадується в сагах вікінгів.
Озеро Мелвілл з'єднане протоками із затокою Гамільтон на східному березі півострова Лабрадор. В озеро впадають великі річки регіону — Наскаупі і Черчилл. . По території парку протікають річки Уайт-Бир, Норт-Рівер і Інгліш-Рівер, в них водиться атлантичний лосось і форель. В горах і на південному узбережжі острова Мелвілл мешкають стада оленів карібу, вовки, чорні ведмеді, лисиці та куниці. Північне узбережжя є важливим місцем стоянки перелітних птахів.
Новий національний парк представляє регіон East Coast Boreal Region і є найбільшим парком Східної Канади.